# Louis II de Flandre
Pour les articles homonymes, voir Louis II.
Louis II de Flandre, né Louis de Dampierre, dit Louis de Male ou de Maerle, ou Malane (Lodewijk van Male en néerlandais), né au château de Male à Bruges le 25 octobre 1330 et décédé à Saint-Omer le 30 janvier 1384 est comte de Flandre, de Nevers et de Rethel de 1346 à 1384 ainsi que comte d'Artois et de Bourgogne de 1382 à sa mort. Il est le fils du comte Louis Ier et de la comtesse de Bourgogne et d'Artois Marguerite Ire (1310 – 1382), fille cadette du roi de France Philippe V le Long.

## Résumé de son principat
Devenu comte après que son père eut été tué à la bataille de Crécy (26 août 1346), il rompit avec sa politique systématiquement pro-française pour adopter une attitude plus proche de ses sujets, louvoyant cyniquement mais lucidement entre les intérêts contradictoires des rois de France et d'Angleterre, alors en guerre ouverte. Il assura à la Flandre, malgré la peste noire (1348), trente ans de paix relative et de retour à la prospérité économique (1349 – 1379), longue période encadrée par deux révoltes majeures menées par les tisserands de Gand. Avec l'appui de Marguerite de France, il prépara l'avènement de la maison de Valois-Bourgogne dans le comté de Flandre par ses réformes administratives et par le mariage de sa fille unique Marguerite de Flandre avec Philippe le Hardi, permettant ainsi le retour de la Flandre romane au comté.

## Jeunesse: 1330-1346
Fils de Louis Ier et de Marguerite Ire de Bourgogne, il fut baptisé par l'évêque d'Arras Pierre Roger, futur pape Clément VI. Enfant, on lui fit épouser Marguerite de Brabant pour sceller la réconciliation du duc Jean III de Brabant avec son père. Blessé, mais vivant à l’issue de la bataille de Crécy, où il avait assisté à la mort de son père, Louis de Male fut armé chevalier le jour même par Philippe de Valois, réfugié à Amiens (26 août 1346).

## Début de règne: 1346-1349
Dès novembre, le nouveau comte était en Flandre, permettant à la vieille dynastie comtale de renouer avec les Flamands. Mais les Gantois, dominés par la puissante corporation des tisserands, voulaient imposer au comte un mariage anglais, garantie d'un approvisionnement des laines insulaires. Retenu en garde courtoise dans sa capitale, il profita d'une chasse au faucon pour s'enfuir en France, puis au Brabant, et épouser Marguerite de Brabant, fille de l'allié du roi de France (1347). Gand se révolta immédiatement (1347 – 1349).
Mais le mécontentement des petites villes et la volonté de Bruges, Lille et Ypres de disputer son hégémonie à Gand fragilisa la révolte, d'autant que l'épouvantable épidémie de peste noire sévit en Flandre en 1348. Contre toute attente, le comte signa un traité de neutralité avec le roi d'Angleterre (25 août 1348), et appuyé sur les petites villes (Grammont, Termonde, Audenarde) reprit pied victorieusement en Flandre. Les tisserands gantois furent finalement écrasés par les foulons et les autres corporations (goede maandag, mardi 13 janvier 1349).

## Une longue prospérité: 1349-1379
Telle sera la politique du comte : bascule continuelle entre Français et Anglais, visant à assurer la neutralité du comté. Louis de Male s'assura une grande popularité en refusant en 1350 l'hommage au nouveau roi de France Jean II le Bon, réclamant le retour des villes de Flandre wallonne au comté (Lille, Douai, Orchies). Ce qui lui permit de récupérer la suzeraineté directe sur la seigneurie de Termonde.
À la mort du duc Jean III de Brabant, il réclama à ses successeurs Jeanne de Brabant et Wenceslas de Luxembourg les arriérés de paiement de la vente de Malines et le paiement de la dot de sa femme, ce qui lui fut refusé. Louis envahit alors le Brabant, prit Bruxelles (bataille de Scheut, 17 août 1356) et s'empara du duché. Les Brabançons se révoltèrent (24-29 octobre 1356), mais la stratégie défensive du comte fut alors payante : à la paix d'Ath (4 juin 1357), outre le titre de duc de Brabant qu'il conservait à titre viager et honorifique et ses droits à succéder, il reprenait Malines et gagnait Anvers au comté.
L'une des grandes affaires de son règne fut le mariage de sa fille unique et héritière Marguerite. Une intense activité diplomatique y fut consacrée, tant l'héritage était convoité, aussi bien par les Anglais que par les Français. Marguerite fut mariée une première fois à Philippe de Rouvres, fils de la reine de France Jeanne de Boulogne, duc de Bourgogne, comte de Bourgogne et d'Artois (14 mai 1357), mariage annonçant le retour de l'Artois dans le giron flamand. La mort du jeune duc (1361) provoqua le retour inopiné de l'Artois, puisque la mère de Louis de Male en héritait elle-même. Dotée de la promesse de deux nouvelles provinces (l'Artois et la Franche-Comté), Marguerite devint une nouvelle fois la cible des prétendants des deux camps. Longtemps favorable au mariage anglais, Louis de Male, grâce à l'appui décisif de sa mère Marguerite de France, opta malgré tout pour lui faire épouser le nouveau duc de Bourgogne Philippe le Hardi, plus jeune frère du roi Charles V, en échange de quoi la Flandre romane (Lille, Douai, Orchies) faisait retour au comté (19 juin 1369). Une vieille revendication flamande était enfin satisfaite. Ce qui n'empêcha pas le comte de continuer une politique indépendante, recevant les alliés d'Édouard III ou prenant parti contre le pape d'Avignon pendant le Grand Schisme, pourtant favori du roi de France.
En 1365, à la suite de l'assassinat de Siger II d'Enghien, ses hommes d'armes déferlent sur le Hainaut et défont les troupes d'Albert Ier de Hainaut entre Hoves et Enghien.

## Œuvre politique
L'œuvre administrative du comte fut considérable et prépara l'action future des dynastes bourguignons : afin d'équilibrer le pouvoir des villes, il associa aux trois « membres » de Flandre une quatrième entité représentative émanant du Franc de Bruges, la campagne du plat pays environnant le port. Il scinda le Conseil comtal (la Curie) en organes spécialisés (future Chambre du Conseil pour la surveillance des comptes des baillis, Audience du Conseil chargée de la haute juridiction, …), le Conseil se maintenant comme organe des affaires politiques, dissocié de la personne du comte. Un souverain bailli, un receveur général et un procureur général furent également créés. Le comte s'entoura de juristes spécialisés de noblesse récente. Enfin le comte entreprit également une politique de grands travaux, décidant le percement du canal entre Bruges, dont il avait fait sa résidence principale, et la Lys.

## Aspects privés
Dans le domaine privé, Louis II de Male agit comme un prince de son temps. Il menait grand train, entretenait un zoo, s'entourait d'une cour de saltimbanques et de bateleurs, organisait des tournois, bref se ruinait en dépenses somptuaires. On lui compta treize bâtards. Toujours à court d'argent, il obérait de plus en plus les villes flamandes, ce qui suscita des mécontentements, notamment à Ypres, Bruges et Gand.

## Triste fin de règne: 1379-1384
Ses dernières années furent marquées par le retour sanglants des troubles. Que le révélateur en fût un tournoi de trop dont le paiement avait été réclamé aux Gantois, ou que ceux-ci eussent été irrités par l'autorisation faite aux Brugeois de creuser le canal, la révolte des chaperons blancs (nommés ainsi à cause du signe de ralliement adopté par les Gantois) éclata en 1379 et ne s'acheva qu'après la mort de Louis de Male. Les tisserands reprirent le pouvoir à Gand (août 1379), puis dans le reste de la Flandre septentrionale. Le comte se réfugia à Lille, puis à Bruges après la révolte des petits métiers de la ville contre les tisserands (29 mai 1380) et la victoire de Nevele sur les Gantois (1381). Il dut son salut à ses qualités de nageur lors d'un épisode digne d'un roman lorsque les Gantois, menés par Philippe van Artevelde, attaquèrent Bruges le jour de la procession du Saint-Sang (bataille de la plaine de Beverhout, le 3 mai 1382). Revenu à nouveau à Lille, alors qu'il héritait de sa mère l'Artois (9 mai 1382), il fut finalement obligé de faire appel à l'ost royal pour mater la révolte : Charles VI écrasa les révoltés à Westrozebeke (27 novembre 1382). Mais le prestige de la victoire revint à Philippe le Hardi, qui commençait dès lors à asseoir définitivement son autorité sur le comté.
Louis II mourut le 30 janvier 1384, avant même la soumission complète de Gand (18 décembre 1385). Il fut enterré fastueusement avec Marguerite de Brabant (morte en 1380) en l'église Saint-Pierre à Lille par son gendre le 1er mars 1384. Jan Knibbe a composé une lamentation sur la mort du Comte.

## Le tombeau de Louis de Male
Louis de Male fit construire une chapelle à côté de l'église Notre-Dame de Courtrai pour s'y faire enterrer : la chapelle des Comtes. Il n'y sera finalement pas inhumé.
Sa dépouille sera fastueusement mis en terre aux côtés de son épouse, Marguerite de Brabant (morte en 1380), en la collégiale Saint-Pierre de Lille le 1er mars 1384. Le tombeau, fait d'airain doré, se trouvait dans la chapelle Notre-Dame de la Treille. Marguerite III de Flandre, fille des défunts, viendra les rejoindre après sa mort survenue le 16 mars 1405 à Arras.
Le tombeau de Louis de Male, avec ses trois gisants, était visible dans la collégiale Saint-Pierre de Lille jusqu'à la Révolution française. Celle-ci sera complètement détruite en 1806 mais, par chance, le tombeau échappa aux destructions révolutionnaires et fut transporté dans l'ancien hôtel de ville de Lille. Il disparut néanmoins vers 1830. Aubin-Louis Millin décrit le tombeau, parmi d'autres, dans le tome V des Antiquités nationales, publié en 1799.

## Postérité
De son mariage avec Marguerite de Brabant (6 juin 1347), fille de Jean III de Brabant et de Marie d'Évreux, il n'eut qu'une fille :
- Marguerite de Male (13 avril 1350 - 16 mars 1405), veuve de Philippe de Rouvres en 1361, épouse en 1369 Philippe le Hardi, qui avait reçu de son père, le roi de France Jean II le Bon, en 1363, le duché de Bourgogne.

### Enfants naturels
Louis de Male n'était pas un exemple de fidélité conjugale. Il a eu de nombreux enfants illégitimes. Les historiens en ont dénombré au moins dix-huit.
- Louis, dit de Haze, épousa une fille de la maison Landas. Il est tué le 28 septembre 1396 en Bulgarie à la bataille de Nicopolis, menée (et perdue) par le jeune duc Jean sans Peur.
- Louis de Flandre dit Le Frison, seigneur de Woestyne, marié à Maria van Gistel, fondatrice de la maison de Praet, fut tué dans la même bataille.
- Jean de Flandre dit Sans Terre, marié à Wilhelmina van Nevele, fondatrice de la maison Drinkam, est décédé le même jour que ses deux frères.
- Marguerite de Flandre épouse un seigneur de Wavrin. Lors de son mariage, elle a reçu une rente de 700 livres Parisis de Louis de Male.
- Marguerite de Flandre devient abbesse de l'abbaye de Petegem. Elle était dotée d'une pension de 75 livres.
- Pierre de Flandre, mort jeune le 3 mars 1376, fut enterré avec les dominicains à Gand.
- Robert de Flandre était doté des seigneuries d'Elverdinge et de Vlamertinge. Il a épousé Anastasia d'Oultre, vicomtesse d'Ypres, faisant de lui le vicomte d'Ypres. Le mariage eut lieu à Ypres le 12 septembre 1419, en présence du comte de Charolais, futur duc Philippe le Bon, qui à l'époque ignorait encore que son père, Jean sans Peur, était décédé deux jours plus tôt, assassiné.
- Victor de Flandre a été engendré par le comte avec Margaretha Haelshuuts, la seule mère des enfants bâtards connue par son nom. Il devint seigneur d'Ursel et de Wissegem et épousa Jeanne de Gavre (elle épousera en secondes noces Simon VIII de Lalaing le 11 juin 1441). Il était amiral de la flotte et capitaine de Biervliet. En 1400, il était l'un des chefs de la flotte de Jean sans Peur et fut (temporairement) condamné à l'exil par les « quatre membres » du comté de Flandre. Lui aussi a eu deux enfants bâtards et sa mère leur a fait des dons en 1427 et 1441 respectivement.
- Marguerite de Flandre († 1415), épousa successivement Florent van Maldegem († 1374), Hector van Vuurhoute et Zeger van Gent.
- Jeanne de Flandre († après 1420) a épousé Théodoric, seigneur de Hondschote.
- Jeanne de Flandre, Dame de Loyny, mariée à Jean de Ponchel (seigneur de Meurchin et chevalier fidèle du comte, décédé en 1420) selon les généalogies de Casimir de Sars de Solmont[3]. Elle se remaria ensuite à Alard de Tarsines en 1421 selon un acte de l'inventaire-sommaire des archives ecclésiastiques (série H aux Archives Départementales du Pas-de-Calais) transcrit en 1902 à partir des archives de l'abbaye de Saint-Vaast aujourd'hui détruites par un incendie en 1915[4]. Chronologiquement, elle ne peut être que fille de Louis II.
- Béatrice de Flandre a épousé Robrecht de Maarschalk, chambellan du comte de Flandre. Il était l'un des témoins lors de la signature du testament de Louis de Male.
- Catherine de Flandre, mariée en 1390.
- Catherine de Flandre, religieuse au monastère de Thieuloye près d'Arras.

Il s'agissait donc de quatorze enfants bâtards connus par leur nom. Les registres datant de 1384 et plus tard montrent qu'il y en avait plus, sans que leurs noms soient connus. Cette année-là, le jonkheer Nicolaas Bonin fit l'inventaire du mobilier qui se trouvait au château de Gosnay au moment où Louis de Male est mort à Saint-Omer. Il a été mentionné que le château comprenait onze jeunes enfants bâtards du comte (quatre garçons, sept filles) qui étaient sous la garde d'Elisabeth de Lichtervelde. Quelques-uns d'entre eux sont peut-être les plus jeunes de ceux mentionnés ci-dessus, mais il y en avait plusieurs qui étaient différents et dont les noms pourraient être trouvés dans certains documents.
Louis de Male était préoccupé par l'éducation et le mariage ou le placement de ses enfants bâtards et beaucoup d'entre eux ont atteint un rang élevé parmi les nobles flamands. Sa fille légitime et les ducs de Bourgogne s'occupaient également de ces parents illégitimes, qui étaient eux aussi de fidèles serviteurs des ducs.
Il eut une fille bâtarde nommée Chrétienne, mariée à Renaud de Sercey, chevalier.